# Say Something (canción de Kylie Minogue)
«Say Something» —en español: «Di algo»— es una canción de la cantante australiana Kylie Minogue de su decimoquinto álbum de estudio, DISCO (2020). Fue lanzado como sencillo principal del álbum por Darenote y BMG el 23 de julio de 2020. Minogue escribió la canción junto con Ash Howes y sus productores Jonathan Green y Richard Stannard. «Say Something» es una canción disco, dance-pop, electropop y synth-pop que presenta sintetizadores, golpes de batería, una guitarra funk y un coro. Minogue con esta canción, describe la búsqueda del amor y hace un llamamiento a la unidad de todos.
«Say Something» recibió múltiples elogios de los críticos de la música, y muchos alabaron su producción disco y su alegre coro. Comercialmente, la canción alcanzó el número 56 en la lista de sencillos del Reino Unido y entró en el top 40 en Hungría y Escocia. El video musical que acompaña a Say Something fue dirigido por Sophie Muller y fue filmado en Londres, Inglaterra. Muestra a Minogue viajando por el espacio mientras está montado sobre una escultura de un caballo dorado.

## Lanzamiento
El 21 de julio, los medios informaron que Minogue se estaba preparando para lanzar su decimoquinto álbum DISCO en la segunda mitad de 2020; junto con la revelación de la portada del álbum, los medios también informaron que un nuevo sencillo titulado Say Something sería lanzado de manera inminente. Minogue anunció el lanzamiento del álbum y el lanzamiento del sencillo el 21 y 22 de julio de 2020, respectivamente. La canción se estrenó el 23 de julio a las 08:30 BST en BBC Radio 2, durante el programa de desayuno The Zoe Ball. El audio oficial se subió a YouTube el mismo día y se subió un video con letra el 24 de julio.

## Lista de canciones
| Descarga Digital |                 |          |  |
| N.º              | Título          | Duración |  |
| 1.               | «Say Something» | 3:32     |  |

| Descarga Digital - versión acústica |                            |          |  |
| N.º                                 | Título                     | Duración |  |
| 1.                                  | «Say Something» (Acústico) | 3:15     |  |

| Synn Cole Remix |                                   |          |  |
| N.º             | Título                            | Duración |  |
| 1.              | «Say Something» (Synn Cole Remix) | 3:00     |  |

| Otros Remixes Oficiales |                            |          |  |
| N.º                     | Título                     | Duración |  |
| 1.                      | «Say Something» (F9 Remix) | 3:38     |  |

## Video musical

### Producción y concepto
El video musical de «Say Something» fue dirigido por Sophie Muller. Fue filmado en los Black Island Studios en Londres, Inglaterra, mientras se adhirió a las medidas de distanciamiento social debido a la pandemia de COVID-19. Como resultado, el video presenta solo a Minogue y un bailarín, Kaner Flex. El traje de rejilla y el vestido blanco y negro que aparecen en el video fueron diseñados por Ed Marler; el traje de malla de cristal era de Gucci, y el último traje se inspiró en una imagen de Marisa Berenson que Minogue y Muller encontraron durante la investigación de Studio 54.

### Lanzamiento
Minogue anunció el lanzamiento del video musical el 4 de agosto de 2020, compartiendo una imagen en las redes sociales de ella a caballo, escribiendo en la leyenda, «¡Es hora de ponerse GALACTIC!»  Se estrenó en YouTube el 7 de agosto de 2020 a las 10 :00 BST.

## Créditos
Créditos adaptados desde Tidal:
- Kylie Minogue - compositora, vocalista y coros.
- Louis Lion - programador.
- Jon Green - compositor, productor, guitarrista y teclista.
- Duck Blackwell - productor, teclista y producción.
- Dick Beetham - producción.
- Richard «Biff» Stannard - compositor, productor y teclista.
- Ash Howes - compositora y producción.
- Adetoun Anibi - corista.

## Posicionamientos en listas
| Lista (2020)                                | Posición más alta |
| ------------------------------------------- | ----------------- |
| Australia Airplay (Radiomonitor)            | 15                |
| Australia Digital Song Sales (Billboard)    | 5                 |
| Bélgica (Flandes) (Ultratip Bubbling Under) | 14                |
| Bélgica (Valonia) (Ultratip Bubbling Under) | 35                |
| Croacia(HRT)                                | 67                |
| Euro Digital Song Sales (Billboard)         | 17                |
| Hungría (Single Top 40)                     | 15                |
| New Zealand Hot Singles (RMNZ)              | 40                |
| Escocia (Scottish Singles Sales Chart)      | 3                 |
| Reino Unido (UK Singles Chart)              | 56                |
| Reino Unido (UK Indie Chart)                | 8                 |
| Estados Unidos (Dance/Mix Show Airplay)     | 35                |

## Historial de lanzamientos
| País        | Fecha                    | Formato                  | Versión                      | Discográfica | Ref.          |
| ----------- | ------------------------ | ------------------------ | ---------------------------- | ------------ | ------------- |
| Varios      | 23 de julio de 2020      | Descarga digital         | Sencillo                     | Darenote     | [ 24 ]        |
| Australia   | 24 de julio de 2020      | Contemporary hit radio   | Sencillo                     | Mushroom     | [ 25 ]        |
| Reino Unido | 8 de agosto de 2020      | Adult contemporary radio | Sencillo                     | BMG          | [ 26 ]        |
| Varios      | 14 de agosto de 2020     | Descarga digital         | Acústico                     | Darenote     | [ 27 ] [ 28 ] |
| Varios      | 11 de septiembre de 2020 | Descarga digital         | Syn Cole Remix               | Darenote     | [ 29 ]        |
| Varios      | 30 de octubre de 2020    | Descarga digital         | Apple Music at Home Sessions | Darenote     | [ 30 ]        |
| Varios      | 6 de noviembre de 2020   | 7" vinyl                 | Original                     | Darenote     | [ 31 ]        |